# Wolkenstein
Wolkenstein je grad u okrugu Erzgebirgskreis, u Slobodnoj državi Saskoj, Njemačka. Nalazi se na Rudnoj gori, 22 km južno od Chemnitza. Kroz grad protiče rijeka Zschopau.
Grad je smješten na stjenovitom odrubljenju u blizini ušća Zschopau u Preßnitz. Ime mu je izvedeno iz istoimenog dvorca koji se nalazi ca. 70 m iznad rijeke, a čije ime označava stijenu koja se uzdiže u oblake. 

## Vanjske poveznice
|  | Zajednički poslužitelj ima još gradiva o temi Wolkenstein |

- Službene stranice